# Michel Quoist
Michel Quoist (* 18. Juni 1921 in Le Havre; † 18. Dezember 1997 in Le Havre) war ein französischer Priester und Autor. 

## Leben
Sein Vater war früh verstorben. Schon mit 14 Jahren musste Michel Quoist für seinen Lebensunterhalt arbeiten. 
Früh begann seine Suche nach dem Sinn des Lebens. In diesem Zusammenhang entwickelte sich seine persönliche christliche Glaubensüberzeugung. 1947 wurde er zum Priester geweiht. In seiner Arbeit als Seelsorger und Autor wandte er sich insbesondere jungen Menschen zu. Nach einem Aufbaustudium am Institut für Sozial- und Politikwissenschaften entwickelte er als Forscher und Praktiker eine Befragungsmethode, die später zu einem Klassiker wurde. Seine Doktorarbeit schrieb er über die soziologischen Strukturen der Altstadt von Rouen. Danach kehrte er als Vikar nach Le Havre zurück und wurde später Gemeindepriester.

## Werk
Als Priester der Nachkriegszeit der katholischen Aktion in Verbindung mit größeren religiösen Initiativen veröffentlichte er 1954 ein Gebetbuch (Prières, auf Deutsch erschienen unter dem Titel Herr, da bin ich), das ihm einen großen Erfolg einbrachte: 2.500.000 Exemplare wurden weltweit verkauft.
Seine Bücher werden bis heute verlegt, und Millionen von Exemplaren sind in bisher 27 Sprachen erschienen. Seine literarische Arbeit ist besonders in Lateinamerika bekannt.
Eines seiner bekannten Gedanken/Gebete ist der folgende Kurztext:
Als ob es Tote gäbe!
Herr es gibt keine Toten, es gibt nur Lebendige, auf unserer Erde und im Jenseits.
Herr, den Tod gibt es, aber nur ein Moment, ein Augenblick, eine Sekunde, ein Schritt.
Der Schritt vom Vorläufigen ins Endgültige.
Der Schritt vom Zeitlichen ins Ewige.

## Werke
- Herr, da bin ich. Gebete. Styria Verlag, Graz, Wien Köln 1955; 62., überarbeitete Auflage 1997 (Frz.: Prières, deutsch von Ludwig Reichenpfader).
- Zwischen 15 und der Liebe. Styria Verlag, Graz, Wien Köln 1958 (Frz.: Aimer ou Le journal de Dany, deutsch von Eduard Keller).
- Zwischen Mensch und Gott. Betrachtungen, Erwägungen, Aufrufe. Styria Verlag, Graz, Wien Köln 1960 (Frz.:Réussir , deutsch von Ludwig Reichenpfader).
- Liebe aber will mehr. Tagebuch eines jungen Mädchens. Styria Verlag, Graz, Wien Köln 1963 (Frz.: Donner ou Le journal d'Annemarie).
- Paul und Antoinette. Briefe einer jungen Liebe. Styria Verlag, Graz, Wien Köln 1969 (Frz.: Lettres d'amour de François et d'Antoinette, deutsch von Elke Vujica).
- Im Herzen der Welt Styria Verlag, Graz, Wien Köln 1970 (Frz.: Le Christ est vivant, deutsch von Willy Schreckenberg).
- Rendezvous mit Jesus. Styria Verlag, Graz, Wien Köln 1974 (Frz.: Jésus-Christ m'a donné rendez-vous, deutsch von Johann Hödl-Ganster).
- Botschaft vom Bildschirm. Styria Verlag, Graz, Wien Köln 1978 (Briefsammlung, frz.: L' évangile à la télévision, deutsch von Ilse Meister-Schön).
- ... mit offenem Herzen. Styria Verlag, Graz, Wien Köln 1982 (Frz.: A coeur ouvert, deutsch von Mirjam Prager).
- Der Atem der Liebe. Styria Verlag, Graz, Wien Köln 1987 (Frz.: Parle-moi d'amour deutsch von Paulus Gordan).
- Neue Gebete. Styria Verlag, Graz, Wien Köln 1990 (Frz.: Chemins de prières, deutsch von Paulus Gordan).
- Gott wartet auf mich. Styria Verlag, Graz, Wien Köln 1994 (Deutsch von Madeleine Windisch-Graetz).

| Personendaten    | Personendaten                    |
| ---------------- | -------------------------------- |
| NAME             | Quoist, Michel                   |
| KURZBESCHREIBUNG | französischer Priester und Autor |
| GEBURTSDATUM     | 18. Juni 1921                    |
| GEBURTSORT       | Le Havre                         |
| STERBEDATUM      | 18. Dezember 1997                |
| STERBEORT        | Le Havre                         |